# Vodnikov trg (Maribor)

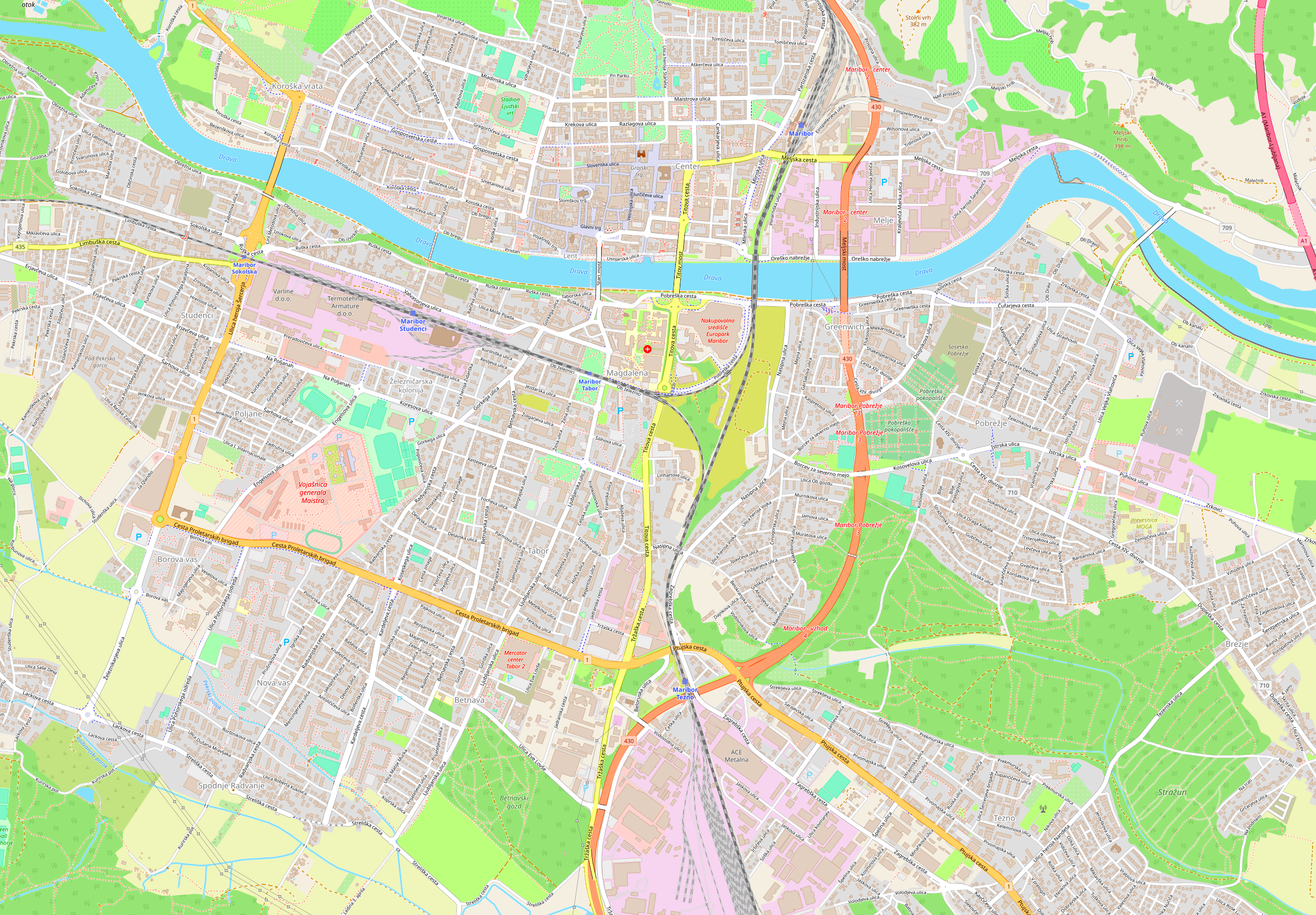

Vodnikov trg (deutsch: Vodnik-Platz) ist der Name eines Platzes im Stadtbezirk Center von Maribor, Slowenien. Er wurde nach dem slowenischen Dichter und Lehrer Valentin Vodnik benannt.

## Geschichte
Im Jahr 1899 wurde ein neuer Platz in der Kärntner-Vorstadt nach Anton Schmidt (1835 bis 1888), einem ehemaligen Marburger Stadtrat Schmid-Platz genannt. Da der Verkehr auf den Wochenmärkten der Stadt auf dem Hauptplatz und den umliegenden Straßen, die nicht genügend Platz für Verkäufer und Käufer boten, tark zurückging, wurde im Jahr 1900 ein neuer Stadtmarkt auf dem neuen Platz eingerichtet.
Im Jahr 1919 und erneut 1945 wurde in Vodnikov trg umbenannt. Während der deutschen Besetzung 1941 bis 1945 hieß er erneut Schmidplatz.

## Lage
Der Vodnik-Platz liegt am südwestlichen Rand des Stadtbezirks Center in Maribor, direkt an der Grenze zum Bezirk Koroška. Er wird im Norden begrenzt von der Koroška cesta. Nach Süden geht er über in die zur Drau verlaufende Pristaniška ulica, nach Osten in den Kasernplatz.

## Bauwerke und Einrichtungen
- Gerichtsturm